# 318 aC
El 318 aC va ser un any del calendari romà prejulià. A la República i a l'Imperi Romà es coneixia com l'Any del consolat de Vennó i Flaccinàtor (o també any 436 ab urbe condita o de la Fundació de Roma). La denominació «318 aC» per a aquest any s'ha emprat des de l'edat mitjana, quan el calendari Anno Domini va ser el mètode prevalent a Europa per a anomenar els anys.

## Esdeveniments

### Antiga Grècia. Els diàdocs
- Antígon Monoftalm lluita contra Èumenes de Càrdia a l'Àsia Menor i a Síria.[2]
- Polipercont, davant de l'entrada de Cassandre a l'Àtica, amb una flota i un exèrcit que s'estaciona al Pireu, surt de la Fòcida i assetja el port d'Atenes sense aconseguir cap avanç. Deixa allà al seu fill Alexandre per seguir amb el bloqueig i es dirigeix al Peloponnès amb la major part de l'exèrcit. Quasi totes les ciutats expulsen els seus dirigents oligàrquics excepte Megalòpolis. Polipercont, pensant en una fàcil victòria, l'ataca, però tots els seus atacs són rebutjats fins que finalment aixeca el setge i es retira.[3]
- Foció, militar i diplomàtic atenenc, amic de Nicànor de Macedònia, que per ordre de Cassandre havia ocupat Muníquia, negocia amb aquest comandant per tal de que tornés el turó fortificat. Nicànor, durant les negociacions, ocupa el port del Pireu. Foció convenç a Alexandre d'ocupar Muníquia i el Pireu i això posa als atenencs contra Foció, a qui Hagnònides acusa de traïció. Foció s'escapa amb alguns amics, i es posa sota la protecció d'Alexandre que l'envia al seu pare, acampat a Farga, a la Fòcida, on hi arriba una ambaixada atenenca per acusar Foció, i Polipercont pensa en entregar al vell general a canvi de la pau amb Atenes.[4][5]

### Antiga Roma
- Aquest any són elegits cònsols Luci Plauci Vennó i Marc Fosli Flaccinàtor.[6]
- Plauci Vennó va devastar el territori de la ciutat de Canusium a l'Apúlia, en el marc de la Segona Guerra Samnita, i la ciutat es va rendir. Tant Canusium com Teànum, que també s'havia rendit, envien hostatges a Roma. Els cònsols signen amb el Sàmnium una treva de dos anys.[6][7]

## Naixements
- Pirros, futur rei de l'Epir, fill d'Eàcides i de Ftia de Tessàlia.[8]